# Agulha-de-garganta-branca
Agulha-de-garganta-branca (nome científico: Brachygalba albogularis) é uma espécie de ave galbuliforme.
Pode ser encontrada na Bolívia, Brasil e Peru. Os seus habitats naturais são: florestas de terras baixas úmidas tropicais ou subtropicais.